# Renske van Beek
Renske Christianne van Beek (Den Haag, 25 april 1989) is een Nederlandse para-snowboardster. In 2018 en 2022 kwam ze uit op de Paralympische Winterspelen. Daarnaast kwam ze tussen 2017 en 2022 drie keer uit op een wereldkampioenschap, waar ze in 2022 twee medailles won. In september 2022 maakte ze op haar eigen site bekend te stoppen met topsport.

## Biografie

### Jeugd
Op haar tiende heeft Van Beek een herseninfarct gehad, waardoor zij halfzijdig verlamd raakte. Na dit infarct lukte skiën niet meer en begon ze met snowboarden. Na een fietsongeluk ontstond het doel te revalideren om zo snel mogelijk weer te kunnen snowboarden. Via de Mentelity Foundation van Bibian Mentel kwam ze in het beloftenteam van de Nederlandse Ski Vereniging terecht.

### Professionele carrière
Van Beek maakte haar debuut in 2015. In het seizoen 2015/16 werd ze op zowel de snowboardcross als de banked slalom eerste in het algemeen klassement. Het jaar daarop werd ze overgeplaatst naar een andere klasse. In 2017 deed ze voor het eerst mee aan een WK, waar ze vierde werd op snowboardcross en vijfde op de banked slalom. Het jaar daarop maakte ze haar paralympische debuut op de Paralympische Winterspelen 2018 in Pyeongchang, waar ze op zowel de snowboardcross als de banked slalom vierde werd.
Begin 2022 haalde ze op het WK twee medailles; brons op de snowboardcross en zilver in de teamwedstrijd, samen met Lisa Bunschoten. Op de Paralympische Winterspelen 2022 werd ze elfde op de banked slalom en werd ze in de snowboardcross uitgeschakeld in de kwartfinales. In september 2022 maakte ze bekend te stoppen met snowboarden.

## Belangrijkste resultaten

### Paralympische Winterspelen
| Jaar | Plaats      | Resultaten                                     |
| ---- | ----------- | ---------------------------------------------- |
| 2018 | Pyeongchang | plaats 4 Snowboardcross plaats 4 Banked slalom |
| 2022 | Peking      | plaats 11 Banked slalom                        |

### Paralympisch WK snowboarden
| Jaar | Plaats      | Resultaten                                              |
| ---- | ----------- | ------------------------------------------------------- |
| 2017 | Big White   | plaats 4 Snowboardcross plaats 5 Banked slalom          |
| 2019 | Pyhä        | plaats 4 Snowboardcross plaats 5 Banked slalom          |
| 2022 | Lillehammer | Snowboardcross · plaats 5 Banked slalom · Teamwedstrijd |